# Marko Emilije Lepid (158. pr. Kr.)
Marko Emilije Lepid (Marcus Aemilius Lepidus, 2. st. pr. Kr.), bio je rimski političar, izabran za konzula godine 158. pr. Kr., zajedno s Gajem Popilijem Lenasom.